# 哈尼克里克鎮區 (印第安納州維哥縣)
哈尼克里克鎮區（英語：Honey Creek Township）是位於美國印第安納州維哥縣的一個行政鎮區。

## 地方資料
根據2010年美國人口普查的數據，哈尼克里克鎮區的面積為88.30平方千米，當中陸地面積為87.30平方千米，而水域面積為1.00平方千米。當地共有人口17179人，而人口密度為每平方千米194.55人。